# ماركو شوستر
ماركو شوستر (بالألمانية: Marco Schuster)‏ هو لاعب كرة قدم ألماني، ولد في 10 أكتوبر 1995 في Rögling ‏ في ألمانيا. لعب مع نادي آوغسبورغ.

## وصلات خارجية
- ماركو شوستر على موقع الاتحاد الأوربي (الإنجليزية)
- ماركو شوستر على موقع قاعدة بيانات كرة القدم.إي يو (الإنجليزية)
- ماركو شوستر على موقع Soccerway.com (الإنجليزية)
- ماركو شوستر على موقع عالم كرة القدم.نت (الإنجليزية)
- ماركو شوستر على موقع AS.com (الإسبانية)